# Chili op de Olympische Zomerspelen 1936
Chili nam deel aan de Olympische Zomerspelen 1936 in Berlijn, Duitsland. Het was de zesde deelname van het land. Nadat het op de vorige editie ontbrak, maakte het z'n rentree. Vlaggendrager bij de openingsceremonie was Rafael Zúñiga. 
Er namen 41 sporters (40 mannen en 1 vrouw) deel in acht olympische sportdisciplines. In de atletiek werd voor de zesdemaal deelgenomen, in de wielersport voor de vierdemaal, voor de derdemaal in het boksen en schermen en voor de tweedemaal in de schietsport en zwemmen. Voor het eerst werd deelgenomen in het basketbal en zeilen. De schermers Efrain Díaz en Tomás Goyoaga namen voor de tweede keer deel. Voor het eerst vaardigde het land een vrouwelijke deelnemer af; atlete Raquel Martínez kwam uit op het onderdeel 100 meter.

## Deelnemers en resultaten

### Atletiek
| Olympiër         | Onderdeel                | Resultaat    | Prestatie |
| ---------------- | ------------------------ | ------------ | --- |
| Raúl Muñoz       | 400 m (m)                | 32e          | serie 7: 5de in 50,5 |
| Miguel Castro    | 1500 m (m)               | series       | serie 2: 10de |
| Walter Fritsch   | 400 m horden (m)         | 31e          | serie 5: 6de in 58,3 |
| Juan Acosta      | marathon (m)             | DNF          | niet gefinisht |
| Juan Reccius     | hink-stap-springen (m)   | kwalificatie | |
| Adolfo Schlegel  | polsstokhoogspringen (m) | 24e          | kwalificatie: 1ste met 3,80m finale: 24ste met 3,60m |
| Anton Barticevic | kogelslingeren (m)       | 17e          | kwalificatie: 46,0m finale: 17de met 45,23m |
| Erwin Reimer     | tienkamp (m)             | DNF          | 100m: 21ste in 12,0 (597 punten) verspringen: 26ste met 5,92m (538 punten) |
| Osvaldo Wenzel   | tienkamp (m)             | 15e          | 100m: 25ste in 12,2 (556 punten) verspringen: 24ste met 6,25m (615 punten) kogelstoten: 16de met 12,43m (661 punten) hoogspringen: 21ste met 1,65m (616 punten) 400m: 23ste in 55,3 (614 punten) 110m horden: 21ste in 18,2 (529 punten) discuswerpen: 14de met 37,11m (628 punten) polsstokhoogspringen: 19de met 3,20m (575 punten) speerwerpen: 8ste met 54,93m (680 punten) 1500m: 3de in 4.34,6 (584 punten) totaal: 6058 punten |
|                  |                          |              | |
| Raquel Martínez  | 100 m (v)                | series       | serie 3: 5de |

### Basketbal
| Olympiër                                                                                                   | Onderdeel | Resultaat | Prestatie                                                                                        |
| --- | --------- | --------- | ------------------------------------------------------------------------------------------------ |
| Luis Carrasco Augusto Carvacho José González Eusebio Hernandez Luis Ibaseta Eduardo Kapstein Michel Mehech | mannen    | 9e        | 1ste ronde: W van Turkije: 30-16 2de ronde: W van Brazilië: 23-18 3de ronde: V van Italië: 19-27 |

### Boksen
| Olympiër          | Onderdeel    | Resultaat | Prestatie |
| ----------------- | ------------ | --------- | --- |
| Guillermo López   | -50,8 kg (m) | 9e        | 1ste ronde: vrij 2de ronde: V van GER Kaiser: scheidsrechterlijke beslissing                                   |
| José Vergara      | -53,5 kg (m) | 9e        | 1ste ronde: vrij 2de ronde: V van BEL Kornelis: punten                                                         |
| Carlos Lillo      | -61,2 kg (m) | 5e        | 1ste ronde: W van RSA Brown: punten 2de ronde: W van EGY Hakim: punten kwartfinale: V van EST Stepulov: punten |
| Enrique Giaverini | -66,7 kg (m) | 17e       | 1ste ronde: V van DEN Pedersen: punten                                                                         |

### Schermen
| Olympiër                                                                 | Onderdeel      | Resultaat | Prestatie                                                                           |
| ------------------------------------------------------------------------ | -------------- | --------- | ----------------------------------------------------------------------------------- |
| Tomas Barraza                                                            | degen (m)      | 39e       | 1ste ronde serie 6: 4de met 3 overwinningen kwartfinale 1: 10de met 0 overwinningen |
| Ricardo Romero                                                           | degen (m)      | 45e       | 1ste ronde serie 5: 6de met 2 overwinningen                                         |
| Tomas Barraza César Barros Tomás Goyoaga (2) Julio Moreno Ricardo Romero | degen team (m) | 17e       | 1ste ronde serie 3: 3de met 0 overwinningen                                         |
| César Barros                                                             | floret (m)     | 47e       | 1ste ronde serie 1: 6de met 1 overwinning                                           |
| Tomás Goyoaga                                                            | floret (m)     | 40e       | 1ste ronde serie 4: 5de met 2 overwinningen                                         |
| Hermogenes Valdebenito                                                   | floret (m)     | 57e       | 1ste ronde serie 5: 7de met 0 overwinningen                                         |
| Efrain Díaz (2)                                                          | sabel (m)      | 38e       | 1ste ronde serie 2: 5de met 4 overwinningen                                         |
| Tomás Goyoaga                                                            | sabel (m)      | 44e       | 1ste ronde serie 6: 5de met 1 overwinning                                           |
| Julio Moreno                                                             | sabel (m)      | 35e       | 1ste ronde serie 5: 4de met 3 overwinningen kwartfinale 5: 6de met 1 overwinning    |
| Tomas Barraza Efrain Díaz Julio Moreno Tomás Goyoaga Ricardo Romero      | sabel team (m) | 15e       | 1ste ronde serie 5: 3de met 0 overwinningen                                         |

### Schietsport
| Olympiër       | Onderdeel        | Resultaat | Prestatie                       |
| -------------- | ---------------- | --------- | ------------------------------- |
| Carlos Lalanne | 50 m pistool (m) | 16e       | 520 punten: (86-87-89-86-87-85) |
| Roberto Müller | 50 m pistool (m) | 14e       | 521 punten: (88-89-83-85-83-93) |
| Enrique Ojeda  | 50 m pistool (m) | 29e       | 512 punten: (86-88-80-89-85-84) |

### Wielersport
| Olympiër                                                  | Onderdeel             | Resultaat | Prestatie                                                                       |
| Baan                                                      | Baan                  | Baan      | Baan                                                                            |
| --------------------------------------------------------- | --------------------- | --------- | ------------------------------------------------------------------------------- |
| Manuel Riquelme                                           | sprint (m)            | 9e        | 1ste ronde serie 3: V van GBR Hicks 1ste ronde herkansingen: V van NOR Sandtorp |
| Weg                                                       |                       |           |                                                                                 |
| Jesús Chousal                                             | wegwedstrijd (m)      | onbekend  |                                                                                 |
| Jorge Guerra                                              | wegwedstrijd (m)      | onbekend  |                                                                                 |
| Rafael Montero                                            | wegwedstrijd (m)      | onbekend  |                                                                                 |
| Manuel Riquelme                                           | wegwedstrijd (m)      | onbekend  |                                                                                 |
| Jesús Chousal Jorge Guerra Rafael Montero Manuel Riquelme | wegwedstrijd team (m) | onbekend  |                                                                                 |

### Zeilen
| Olympiër               | Onderdeel | Resultaat | Prestatie                    |
| ---------------------- | --------- | --------- | ---------------------------- |
| Erich Wichmann-Harbeck | O-Jolle   | 4e        | 130 punten: (3-8-4-23-6-7-1) |

### Zwemmen
| Olympiër            | Onderdeel            | Resultaat | Prestatie                  |
| ------------------- | -------------------- | --------- | -------------------------- |
| Washington Guzmán   | 400 m vrije slag (m) | 26e       | serie 4: 6de in 5.19,1     |
| Alfonso Casasempere | 100 m rugslag (m)    | 27e       | serie 5: 6de in 1.21,0     |
| Jorge Berroeta      | 200 m rugslag (m)    | DSQ       | serie 3: gediskwalificeerd |
| Carlos Reed         | 200 m rugslag (m)    | DSQ       | serie 4: gediskwalificeerd |

Afghanistan · Argentinië · Australië · België · Bermuda · Bolivia · Brazilië · Brits-Indië · Bulgarije · Canada · Chili · Colombia · Costa Rica · Denemarken · Duitsland · Egypte · Estland · Filipijnen · Finland · Frankrijk · Griekenland · Groot-Brittannië · Hongarije · IJsland · Italië · Japan · Joegoslavië · Letland · Liechtenstein · Luxemburg · Malta · Mexico · Monaco · Nederland · Nieuw-Zeeland · Noorwegen · Oostenrijk · Peru · Polen · Portugal · Republiek China · Roemenië · Tsjecho-Slowakije · Turkije · Uruguay · Verenigde Staten · Zuid-Afrika · Zweden · Zwitserland